# Estación Pincén
Pincén es una estación ferroviaria ubicada en la localidad del mismo nombre, Departamento General Roca, Provincia de Córdoba, Argentina.

## Servicios
Pertenece al Ferrocarril General San Martín de la red ferroviaria argentina, en el ramal que une las estaciones de Rufino - Monte Comán. 

## Historia
En el año 1907 fue inaugurada la estación, por parte del Ferrocarril Buenos Aires al Pacífico.